# Fort McMurray–Wood Buffalo
Circonscription électorale provinciale du Canada
Fort McMurray-Wood Buffalo est une circonscription électorale provinciale de l'Alberta (Canada), située dans le nord-est de la province. Elle comprend la moitié nord-ouest de la municipalité régionale de Wood Buffalo.

## Liste des députés
| Années | Années          | Député        | Parti politique           |
| ------ | --------------- | ------------- | ------------------------- |
|        | 2004 - 2008     | Guy Boutilier | Progressiste-Conservateur |
|        | 2008 - 2009     | Guy Boutilier | Progressiste-Conservateur |
|        | 2010 - 2012     | Guy Boutilier | Wildrose                  |
|        | 2012 - 2013     | Mike Allen    | Progressiste-Conservateur |
|        | 2013-2014       | Mike Allen    | Indépendant               |
|        | 2014-2015       | Mike Allen    | Progressiste-Conservateur |
|        | 2015 - 2017     | Tany Yao      | Wildrose                  |
|        | 2017 - 2019     | Tany Yao      | Conservateur uni          |
|        | 2019 - 2023     | Tany Yao      | Conservateur uni          |
|        | 2023 - en cours | Tany Yao      | Conservateur uni          |